# Der Richter und sein Henker
Der Richter und sein Henker ist ein Roman des Schweizer Schriftstellers Friedrich Dürrenmatt und erschien zuerst vom 15. Dezember 1950 bis zum 31. März 1951 in acht Folgen in der Zeitschrift Der Schweizerische Beobachter. Dürrenmatt schrieb ihn aus Geldnot („als ich auf dem trockenen saß“, so Dürrenmatt) für ein Honorar von 1000 Franken.

## Inhalt
Im Roman geht es um zwei Kriminalfälle, die zeitlich weit auseinander liegen, aber durch die gegensätzlichen Charaktere des Berner Kommissärs Bärlach und des Abenteurers Gastmann verbunden sind, der sich inzwischen nach Lamboing oberhalb des Bieler Sees zurückgezogen hat. Vor vier Jahrzehnten wetteten die beiden um die Wirkung des Zufalls: Bärlach behauptete, dass der Zufall letztlich alle Verbrechen ans Tageslicht bringe, Gastmann dagegen, dass gerade die Verworrenheit der menschlichen Beziehungen die meisten Verbrechen nicht nur ungeahndet, sondern sogar ungeahnt lasse. Zum Beweis tötet er drei Tage später vor den Augen Bärlachs einen Kaufmann, und es gelingt Bärlach nicht, ihn dingfest zu machen. Während Gastmann eine erfolgreiche Verbrecherkarriere macht, ist Bärlach immer einen Schritt hinterher.
Nach vierzig zermürbenden Jahren und inzwischen todkrank, schleust Bärlach als letzten Versuch seinen besten Mitarbeiter Schmied unter falschem Namen in Gastmanns – in Politik und Finanzwelt gut vernetzte – gehobene Gesellschaft ein. Nach ersten Ergebnissen wird Schmied aber auf einer Landstraße zwischen Twann und Lamboing in seinem Auto ermordet aufgefunden. Damit beginnt der Roman. Zur Unterstützung erhält Bärlach einen jungen Polizisten namens Tschanz, der sehr eifrig versucht, Beweise dafür zu finden, dass Gastmann die Tat begangen hat. Tschanz dagegen ist verwundert und zunehmend verärgert, wie gleichmütig Bärlach die Untersuchung angeht. Es passieren allerlei rätselhafte Dinge: Bärlach äußert gegenüber seinem Vorgesetzten Lutz, dass er einen konkreten Verdacht hat, sagt ihn aber nicht. Er überrascht Tschanz, indem er nachts die Tat am Tatort nachstellt, nur dass jetzt Tschanz am Steuer sitzt. Bei Gastmann greift ein Bluthund Bärlach an, den Tschanz daraufhin erschießt, es stellt sich aber heraus, dass Bärlach sich durch Armverband und Pistole in der Tasche ohnehin geschützt hatte. Gastmann dringt bei Bärlach ein und nimmt die Mappe mit Schmieds Recherchen an sich. Bei diesem Dialog erfährt der Leser von der Wette.
Bei einem späteren Treffen teilt Bärlach Gastmann mit, dass er um dessen Unschuld im Hinblick auf Schmied weiß, ihm aber einen Henker schicken wird, der ihn tötet als Kompensation dafür, dass der Mord an dem Kaufmann noch immer ungesühnt ist. Dieser Henker ist Tschanz, der zunehmend energischer und verzweifelter versucht, den Verdacht auf Gastmann zu lenken. Er ist der Mörder Schmieds, weil er ihm den privaten und beruflichen Erfolg neidete und sich stets zurückgesetzt fühlte. Nachdem Tschanz Gastmann tatsächlich getötet hat, offenbart ihm Bärlach in einem großen Finale, dass er ihn von Anfang an in Verdacht hatte und ihn gut funktionalisieren konnte. Denn Tschanz musste den Verdacht von sich ablenken und war daher vehement auf Gastmann fokussiert, den wiederum Bärlach zur Strecke bringen wollte.

## Personencharakteristik
Hans Bärlach
Bärlach ist ein Kriminalkommissär in Bern. Er ist von „schweigsamer, bedächtiger und hintergründiger Wesensart“. Der todkranke Kommissar treibt ein doppelbödiges Spiel, in dem er sich im Hintergrund hält und von dort die Fäden zieht, um seinen alten Rivalen und Verbrecher Gastmann nach gut vier Jahrzehnten überführen zu können. Da er es nicht schafft, ihn mit legalen Mitteln festzunehmen, benutzt er Tschanz, seinen Assistenten, als „Henker“ und kann seinen Widersacher töten. Neben Bärlachs Lebenserfahrungen ist auch seine Haltung als Schweizer gegenüber dem Nationalsozialismus bezeichnend sowie der Kampf mit innerbehördlichen Hierarchien. Der rücksichtslose Einsatz der eigenen Person gipfelt in einem psychischen Zweikampf mit dem Mörder Schmieds, in dessen Verlauf Bärlach, der wirklich todkrank ist, vorgaukelt, seine Krankheit sei nur aus taktischen Gründen gespielt gewesen.
Tschanz
Tschanz ist ein Kriminalbeamter in Bern. Wegen seines krankhaften Ehrgeizes bringt er „seinen Kollegen Schmied um, dem er Fähigkeit, Erfolg, Bildung und sein Mädchen neidet“. Bärlach kann ihn aber schnell entlarven, macht ihn aber zu seinem Assistenten in der „Mordsache Schmied“ und benutzt ihn regelrecht als seinen „Henker“, um Gastmann zu töten. Am Ende wird Tschanz von einem Zug erfasst und stirbt.
Gastmann
Gastmann, „ein kühler, rechnender und selbstsicherer Verbrecherkönig“, lebt in Lamboing oberhalb des Bielersees. Er wird als Gelegenheitsphilosoph und „Nihilist“ bezeichnet und wegen einer Wette, die er mit Bärlach in Konstantinopel in jungen Jahren geschlossen hatte, von dem Kommissar seit 40 Jahren erfolglos gejagt. Obwohl er beim letzten Treffen mit Bärlach noch selbstsicher seine Überlegenheit auszuspielen versucht, zeigt er sich zum Schluss von Bärlach überrascht, dem es schließlich gelingt, Gastmann in eine Falle zu locken, in der dieser zu Tode kommt.
Dr. Lucius Lutz
Lutz ist der Vorgesetzte Bärlachs und vertraut, im Gegensatz zu diesem, den Methoden der „modernen Kriminalistik“. Er hat oft eine andere Meinung als der Kommissar.

## Gestaltung
Der Roman gliedert sich in 21 Kapitel. Die Wette wird rückblickend von Gastmann im elften Kapitel erzählt und steht somit genau in der Mitte, wodurch der Roman axialsymmetrisch angelegt ist. Gemäß der Analyse von G. Knapp gibt es mehrere Erzählabschnitte mit unterschiedlicher Funktion:
Kap. 1–3: Exposition
Kap. 4–7: Erste Erzählphase
Kap. 8–10: Erstes Zwischenspiel
Kap. 11–12: Zweite Erzählphase
Kap. 13–15: Zweites Zwischenspiel
Kap. 16–18: Dritte Erzählphase
Kap. 19: Erster Schluss
Kap. 20: Zweiter Schluss
Kap. 21: Nachspiel
Exposition und Erzählphasen folgen der Struktur des traditionellen Detektivromans, des Whodunit. Ein Mord wird entdeckt und die Recherchen bringen immer mehr Details an Tageslicht, wodurch Spannung entsteht, gehalten und gesteigert wird. Allerdings gibt es bei Dürrenmatt immer wieder irritierende Brechungen. Zum Beispiel lobt Bärlach das völlig unangemessene Verhalten des Dorfpolizisten Clenin bei Auffinden der Leiche. Auch die fast schon lethargische Gleichmütigkeit Bärlachs ist gleichermaßen für Tschanz wie für den Leser verstörend. Die Zwischenspiele haben retardierende Wirkung, sie bringen die Aufklärung nicht voran, sondern vertiefen einzelne Aspekte. Das erste Zwischenspiel gibt ironisch-gesellschaftskritische Einblicke in die Vernetzung Gastmanns mit der abgeschotteten Elite und ihren korrupten und korrumpierenden Strukturen. Im zweiten Zwischenspiel erläutert ein Dichter im Gespräch mit Bärlach aus philosophischer Sicht den Charakter Gastmanns. Dieser sei ein Nihilist, der ohne Bindung an Moral und Gesetze handelt, und der Zufall oder seine Laune entscheide, ob er das Gute oder Böse tut. Das Böse ist dann Ausdruck «seiner Freiheit: der Freiheit des Nichts». Der erste Schluss entspricht den traditionellen Detektivgeschichten, der Täter ist gefasst oder – wie hier – tot, der Fall ist gelöst, und für Lutz ist das auch so. Der zweite Schluss ist das Raffinement dieses Werks, der den wahren Sachverhalt darstellt und Tschanz als Täter entlarvt. Da Bärlach Tschanz nach seiner Entlarvung laufen lässt, gibt es noch ein Nachspiel, indem Tschanz in seinem Auto von einem Zug erfasst wird.
Wie ein Polizeiprotokoll wird die Handlung durch genaue Orts- und Zeitangaben strukturiert. Die erzählte Zeit erstreckt sich über fünf Tage, von Donnerstagmorgen, 3. November 1948, bis zum Morgen des Dienstags (8.11.). Die Erzählzeit ist für den dritten, mittleren Tag am längsten: der Samstag umfasst allein acht Kapitel (8–15) und am Mittag, genau in der Mitte des Tages, wird von der Wette berichtet. Der Weg von Bern, dem Wohnort Bärlachs, zum knapp fünfzig Kilometer entfernten Lamboing führt über Biel nördlich um den Bieler See. Tschanz wählt aber zunächst den zehn Kilometer längeren Weg südlich über Ligertz um den See. Bärlach ist verwundert, durchschaut aber bald, dass Tschanz eine falsche Spur legen will. Dürrenmatt hat zur Zeit der Abfassung des Romans in Ligertz gewohnt, kannte sich mit den Orten also bestens aus, die dann in beiden Richtungen zuhauf im Roman erscheinen.
Ständig begegnet Bärlachs Magen-Darm-Krankheit als Leitmotiv, zum Teil auch taktisch von ihm thematisiert. Umso erstaunlicher ist, dass er dann zum großen Showdown am Schluss Tschanz mit einem opulenten Essen empfängt und dabei unmäßig zugreift, während Tschanz der Appetit vergeht. Diese Art Finale taucht bei Dürrenmatt öfter auf, zum Beispiel auch in „Die Panne“.
Es gibt eine Reihe von Naturbeschreibungen, oft während der Fahrt von Bern nach Lamboing bzw. umgekehrt oder beim nächtlichen Einbruch in Bärlachs Wohnung. Sie schaffen eine eigene, zum Teil geheimnisvolle Stimmung, haben aber oft auch Verweischarakter, zum Beispiel, wenn auf der Fahrt entlang des Ufers des Bieler Sees Wolkenungetüme und unbeständiges Wetter die Frustration Bärlachs und die Verzweiflung Tschanz’ spiegeln. Umwelt und Natur werden als Schauerkulisse und Spiegel des Inneren eingesetzt.
Bärlach verliert letztlich die Wette, weil es ihm nicht gelingt, Gastmann seiner Verbrechen zu überführen. Der von ihm apostrophierte Zufall ist ihm vier Jahrzehnte nicht zu Hilfe gekommen. Er übt Selbstjustiz, da er Gastmann für einen nicht begangenen Mord töten lässt. Dass er das überhaupt einfädeln kann, beruht allerdings auf einer ganzen Reihe von Zufällen, da Tschanz Schmied zeitlich passend ermordet und dann immer wieder Fehler macht, um seine Tat zu verschleiern, mit denen Bärlach nicht rechnen kann. Der hergebrachte Detektivroman will gerade den Zufall ausschließen, denn hier führen Recherchen und die gute Kombinationsgabe des Detektivs zur Aufklärung. G. Knapp charakterisiert «Dürrenmatts Ästhetik des Zufalls» wie folgt:
«Der Zufall wächst derart in Dürrenmatts erstem Detektivroman weit über sich selbst hinaus und gerät indirekt wieder zu einer Regelhaftigkeit, jener stillschweigend vorausgesetzten Teleologie, die zu den Grundlagen der Gattung gehört. Indem der Autor dem Element des Zufälligen Einlass in die Gattung gewährt, es aber paradoxerweise zum Helfershelfer der gattungsbedingten Planmäßigkeit macht, erfüllt er die Form des Detektivromans auf unkonventionelle Weise und stellt sie zugleich ironisch infrage.»
Die Figur des Kommissar Bärlach ist auch die Hauptfigur in Dürrenmatts Roman Der Verdacht. Die grundlegende Kritik an der Figur des Detektivs, der richtig ermittelnd zum falschen und falsch ermittelnd zum richtigen Ergebnis kommt, findet eine Fortsetzung in dem Roman Das Versprechen.
«Seine Krimis folgen dem klassischen Schema, ragen aber durch Ironie, Zynismus sowie gesellschaftskritische bzw. philosophische Ansätze weit über das im Genre Übliche hinaus.»

## Adaptionen
- Die erste filmische Adaption wurde vom Süddeutschen Rundfunk für das Fernsehen produziert und am 7. September 1957 erstmals ausgestrahlt.[10] Franz Peter Wirth führte Regie. Im Jahr 2012 wurde der Fernsehfilm erstmals auf DVD veröffentlicht.
- Die British Broadcasting Corporation zeigte im Rahmen ihrer Fernsehspiel-Serie BBC Sunday-Night Play eine Adaption der Geschichte unter dem Titel The Judge and His Hangman, die am 17. Dezember 1961 erstmals ausgestrahlt wurde.[11] Frank Pettingell verkörperte die Rolle von Inspector Hans Bärlach, Brian Bedford die von Lieutenant Chanz. Das Fernsehspiel ist bislang noch nicht auf DVD veröffentlicht worden.
- Im Jahr 1968 hat Regisseur Imre Mihályfi einen schwarz-weißen Kriminalfilm fürs ungarische Fernsehen MTV gedreht, der am 16. November 1968 in Ungarn erstmals ausgestrahlt wurde, mit Antal Páger (Bärlach) und Andor Ajtay (Gastman).[12]
- Für Radiotelevisione Italiana drehte Daniele D’Anza im Jahr 1972 eine weitere Verfilmung des Romans unter dem Titel Il giudice e il suo boia.[13] Paolo Stoppa spielte darin die Rolle Bärlachs, Ugo Pagliai verkörperte Tschanz. Der Fernsehfilm wurde im Jahr 2009 erstmals auf DVD veröffentlicht.
- Im Jahr 1974 folgte eine französische Verfilmung in der Regie von Daniel Le Comte unter dem Titel Le juge et son bourreau.[14] Charles Vanel war in der Rolle des commissaire Baerlach zu sehen. Gilles Ségal spielte den lieutenant Terrence, was der umbenannten Figur des Tschanz entsprach. Der Film ist bislang noch nicht auf DVD veröffentlicht worden.
- Eine vielbeachtete Adaption gelang 1975 Maximilian Schell mit dem Film Der Richter und sein Henker: Tschanz wird von Jon Voight und Bärlach von Martin Ritt verkörpert.[15] Dürrenmatt schrieb am Drehbuch mit und ist in einer Nebenrolle als Schriftsteller zu sehen. Im Jahr 2011 erschien der Film auf BluRay. Für diese Edition wurde er in Bild und Ton aufwändig restauriert.
- 1986 produzierte das Schweizer Radio DRS eine zirka 300-minütige Hörspielfassung.[16]
- 1988 erschien ein Comic auf der Grundlage des Romans.[17]
- Am 8. November 2008 wurde die Oper Der Richter und sein Henker von Franz Hummel in Erfurt uraufgeführt.

## Buchausgaben
- Der Richter und sein Henker. Benziger, Einsiedeln 1952
- Der Richter und sein Henker. Roman. Mit 14 Zeichnungen von Karl Staudinger. Rowohlt, Reinbek 1955, ISBN 3-499-10150-5
- Der Richter und sein Henker. Die Panne. Verlag Volk und Welt, Berlin 1964 (Nachwort: Hermann Kant)
- Der Richter und sein Henker / Der Verdacht. Die zwei Kriminalromane um Kommissär Bärlach. Diogenes, Zürich 1980, ISBN 3-257-20849-9 (Werkausgabe 16)
- Der Richter und sein Henker. Kriminalroman. Mit zahlreichen Fotos aus dem Film und einem Anhang. Diogenes, Zürich 1985, ISBN 3-257-22535-0